# 廿八都镇
廿八都镇是中国浙江省江山市下属的一个镇，中国历史文化名镇之一。廿八都镇是江南地区罕见的军事要寨，入闽的千年古道，拥有142种姓氏、13种方言的文化飞地，保存了2公里长的古街和36幢明清古民居的建筑博览园。2019年5月19日中国旅游日，《中国古镇（三）——江山廿八都古镇》特种邮票正式在廿八都镇发行，这是历史上首枚江山题材邮票。

## 历史
北宋熙宁四年（1071年），江山设都四十四，此地排为廿八，由此得名，至今已有千年历史。明末徐霞客曾经由此地入闽，并载于《徐霞客游记》当中。
1931年始建镇，1932年6月，遭方志敏领导的赣东北红军攻打洗劫后没落。1997年被公布为浙江省历史文化名镇，2007年被公布为中国历史文化名镇。2017年，江郎山·廿八都景区被评为国家5A级旅游景区。

## 行政区划
2004年撤销周村乡并入廿八都镇后，共下辖17个行政村，镇政府驻浔里村。2015年，廿八都镇下辖以下地区：
枫溪村、林丰村、浮盖山村、花桥村、山峰村、兴墩村、浔里村、周村和坚强村。
廿八都地处浙江、福建和江西三省交界处，位于仙霞关和枫岭关之间，是仙霞古道的中点。古镇座落于一个四面环山的盆地中，海拔约280～310米，东北部为龙门岗（海拔1454．5米），东南部为浮盖山（海拔1146.4米）。北部越过小竿岭通往仙霞关及江山市区，南部则通过枫岭关进入福建省浦城县。
205国道及黄衢南高速公路经过廿八都镇，高速公路在镇北有出口。

## 建筑

廿八都镇的建築風格

古镇由一溪，一街和七十多幢清末及民国时期古建筑群组成。古镇遍布徽式、浙式、闽式甚至西洋特征的建筑，较好保存了各代的建筑、壁画、墨迹、楹联、标语等。
自2008年开始，江山市投入5000万元，实施廿八都古镇一期保护与开发工程。

## 语言
在镇区6平方千米之内，人口约3600多，有141种姓氏。共有多种方言：廿八都官话、江山腔、浦城腔、广丰腔（江西上饶）、洋田腔（融和闽南腔与浦城腔）、灰山腔（江西宜黄）、岭头腔（福建汀州）、溪下腔（下府腔，福建泉州、莆田）、南丰腔（江西南丰）、下浦腔、乌石块腔、差朴镇腔、徽州腔、衢州腔、绍兴腔、金华腔、湖州腔、河源腔、贵州腔、河南腔、闽南腔。镇上通用“廿八都官话”。
- 珠坡桥（现代）
- 文昌阁（清末）
- 文昌阁（清末）
- 姜秉书旧宅（民国）
- 姜隆兴旧宅（民国）
- 姜遇鸿旧宅（民国）